# Centesimino
Il Centesimino è un vitigno a bacca nera autoctono delle colline di Faenza in provincia di Ravenna, semi aromatico, iscritto al Registro Nazionale delle varietà di viti con decreto del 7 maggio 2004 .  Nella località di Oriolo dei Fichi, zona storica di maggior coltivazione, già a partire dagli anni '30 era riconosciuto con il nome di Savignôn Rosso.

## Diffusione
Il Centesimino è oggi coltivato prevalentemente nelle colline tra le province di Ravenna e Forlì Cesena, sulla prima collinare del faentino, nella zona di Oriolo dei Fichi e nel suo areale circostante.

## Storia

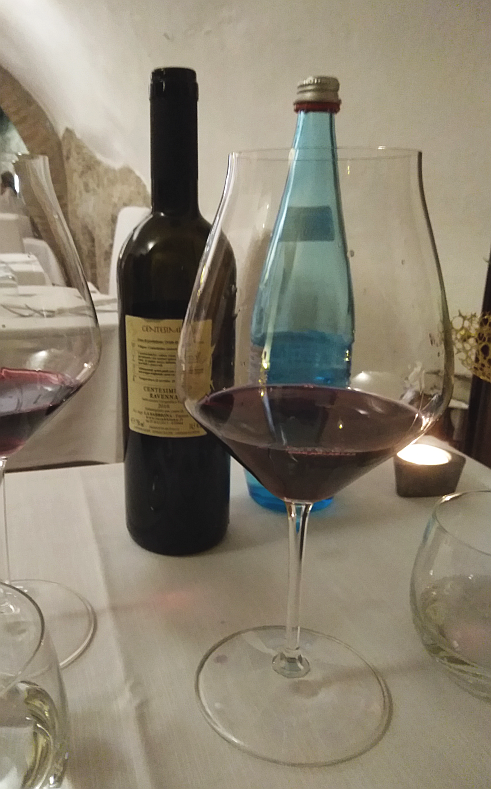
Centesimino annata 2016

Ci sono fonti scritte che attestano la presenza di questo vitigno fin dagli anni ‘60: raccontano che i numerosi impianti messi a dimora in quel periodo nella zona di Oriolo dei Fichi derivavano da piantate precedenti, a loro volta realizzate con il materiale reperito da un vigneto presente nel “Podere Terbato” di proprietà del signor Pietro Pianori, detto Centesimino (da cui il nome del vitigno, in onore del primo viticoltore che ne iniziò l'allevamento).
Si dice che le marze utilizzate in questo podere fossero state prelevate da una longeva vite del giardino di un palazzo nel centro di Faenza, da una pianta scampata alla fillossera per la sua privilegiata posizione entro le mura di una settecentesca residenza nobiliare: questa ipotesi è avvalorata anche dal fatto che negli anni ‘30, nel faentino, erano presenti ancora molti vigneti seriamente compromessi dal patogeno e che la ricostruzione fu rimandata al secondo dopoguerra.
Allora, qualcuno sosteneva che queste viti fossero arrivate in Romagna dalla Spagna e a supporto di questa origine si indicava la presenza, in alcuni vigneti, di viti denominate Alicante (“Alicante del Faentino”) coltivate insieme al “Savignòn Rosso”.
Già da quegli anni si cominciò a valorizzare questo vitigno: inizialmente, appurata la qualità dei vini ottenuti da queste uve e constatato l'interesse dei viticoltori dell'area collinare interessata, fu avviata una serie di valutazioni finalizzate alla sua caratterizzazione. 
Prima di tutto si misero a confronto Centesimino (biotipo dell'”Alicante del Faentino”) e Alicante (Cannona, Tocai Rosso e Grenache): alcuni campioni furono inviati presso i laboratori dell'Istituto sperimentale per la viticoltura di Conegliano Veneto, per la determinazione del profilo isoenzimatico, da confrontare con quello dei vitigni iscritti al Registro nazionale: ne derivò che quello dell'autoctono faentino era molto diverso da quello di Tocai Rosso, Cannonau e Grenache, mentre era uguale ai profili di Aglianicone, Barsaglina, Cesanese comune, Ciliegiolo, Franconia, Montepulciano e Moscato di Scanzo.
In un secondo momento fu poi possibile distinguere questi sette vitigni da quello oggetto di studi tramite confronti ampelografici e analisi del Dna eseguite presso l'Istituto Agrario di San Michele all'Adige. In questo modo si stabilì che il Centesimino era una varietà a sé stante, non ancora iscritta al Registro nazionale delle varietà di vini.
La prima ed ufficiale produzione è avvenuta nel 1996 ed attualmente sono otto le aziende produttrici e ben oltre quaranta i piccoli viticoltori privati, per un totale di circa 45.000 bottiglie all'anno.

## Caratteristiche

### Caratteristiche ampelografiche
La foglia del Centesimino è medio-grande, pentagonale, penta lobata, con pagina superiore di colore verde scuro e mediamente bollosa.
I denti hanno lati tendenzialmente rettilinei, talora leggermente convessi. Il seno peziolare è a lobi sovrapposti, con base a V, senza particolarità.
Nella pagina inferiore è presente un leggero tomento aracnoideo tra le nervature; su queste ultime sono presenti radi peli dritti.
Il grappolo a maturità è medio piccolo, piramidale e mediamente compatto. Gli acini sono sferici e di media grossezza.
La buccia è mediamente pruinosa e di colore blu-nero. La polpa è tendenzialmente molle, non colorata e senza sapori particolari.

### Caratteristiche organolettiche
Una caratteristica del vino ottenuto dalle uve di Centesimino è la conservazione di un buon livello di acidità del mosto anche nella stagione avanzata; si ottiene un prodotto ben strutturato e in grado di sostenere anche un certo invecchiamento.
Visivamente si presenta con un bel colore rosso rubino cupo, intenso con riflessi violacei se giovane, mentre presenta brillanti sfumature granate se evoluto di 6-8 anni.
All'olfatto sono stati individuati numerosi descrittori, fra i quali il fioreale (linalolo, fiori d'arancio, rosa, viola), speziato (anice, liquirizia), fruttato (bacche rosse, mora, lampone, cassis, fragola, ciliegia), caramellizzato e vaniglia.
Al gusto, il Centesimino è secco, dotato di una sottile freschezza dalla giusta tannicità, netta e palese, ma mai aggressiva.
Evidenzia una buona struttura e un buon equilibrio, tanto che l'acidità e l'astringenza non sono percepite come caratteri aggressivi; la morbidezza è ottimale se maturo.
Possiede note complesse ed evolute di confettura di frutti di bosco e prugna cotta; è un vino sottilmente speziato e dal delicato retrogusto amarognolo tale da lasciare il palato pulito.
Possiede infine una elevata persistenza gusto-olfattiva.

### Esigenze ambientali e colturali
A parità di condizioni ambientali e di gestione, il Centesimino presenta una vigoria leggermente inferiore a quella del Sangiovese e, sempre rispetto a questa varietà, anche la produzione è inferiore a causa della minore fertilità delle gemme basali e della minore dimensione del grappolo.
Un'altra caratteristica è un germogliamento leggermente posticipato rispetto a quella di altri vitigni, che gli consente di sfuggire più facilmente ad eventuali gelate tardive. Evidenzia infine una certa sensibilità alla peronospora, mentre non è particolarmente sensibile ai marciumi.
La buona tolleranza all'appassimento sulla pianta permette di posticipare la raccolta e di produrre interessanti vini passiti: si ottengono bicchieri di ottima finezza ed eleganza.

## Abbinamenti consigliati
Nella versione base, il Centesimino si abbina con antipasti all'italiana cioè salumi grassi e saporiti accostati alla piadina romagnola, con primi piatti a base di salse rosse di carni, seconde portate decise di carni al forno o grigliate, nonché con formaggi non troppo stagionati.
Nella versione affinata in barrique, si accosta perfettamente a grandi arrosti di carni importanti, di selvaggina da pelo, a formaggi a pasta dura molto stagionati, ricchi di gustosità.
Infine, nella versione passito, sono da preferire gli abbinamenti con dolci a base di cioccolato fondente.